# مؤسسه پلی‌تکنیک مینگه‌چویر
موسسه پلی‌تکنیک مینگه‌چویر (آذربایجانی: Mingəçevir Politexnik İnstitutu) یک دانشگاه دولتی که در سال ۱۹۹۰ میلادی در شهر مینگه‌چویر تأسیس شده‌است.

## تاریخچه
پس از تأسیس دانشگاه در سال ۱۹۹۰ میلادی، موسسه پلی تکنیک مینگه‌چویر در تاریخ ۲۳ آوریل سال ۱۹۹۱، توسط قطعنامه شماره ۲۷۴ کابینه وزیران جمهوری آذربایجان، به شاخه‌ای از آکادمی دولتی نفت آذربایجان کنونی  شروع به کار کرد. در عمل کابینه وزیران به‌شماره ۳۷۱، مورخ ۱ ژوئیه سال ۱۹۹۲ به عنوان بخشی از موسسه انرژی آذربایجان تبدیل گشت. دوباره پس از کش‌وقوس‌های فراوان در تاریخ ۰۴ اوت  ۱۹۹۳، به موسسه پلی تکنیک مینگه‌چویر تغییر نام داد. موسسه به‌صورت یک ساختمان سه طبقه مدرن با مساحت ۳۹۴۲٫۸ متر مربع در مرکز شهر مینگه‌چویر ساخته شده‌است.

## دانشکده‌ها
موسسه پلی‌تکنیک مینگه‌چویر دارای ۱۰ دانشکده به شرح ذیل می‌باشد:
- زبان
- فیزیک، الکترونیک و تکنیک‌های عایق
- حرارت و قدرت
- مهندسی
- حمل و نقل و تجهیزات صنعتی
- علوم اجتماعی
- ریاضیات عالی و سیستم‌های کنترل خودکار
- مدیریت
- مدیریت حمل و نقل
- اقتصادی